# Zoom Communications
Zoom Communications ist ein US-amerikanisches Softwareunternehmen mit Sitz im kalifornischen San José, das Software für Videokonferenzen anbietet.

## Geschichte
Das Unternehmen wurde 2011 von Eric Yuan gegründet. 2013 wurde die Software veröffentlicht; 2014 folgte eine Chat-Funktion für Videoanrufe und die Unterstützung von Webinaren und offenen Videokonferenz-Räumen. 2017 fand die erste Nutzerkonferenz statt und das Unternehmen eröffnete Büros in Australien und Großbritannien. Seit 2018 werden VoIP-Anrufe und Zoom-Apps unterstützt. Im April 2019 ging das Unternehmen an die Börse. Es sieht sich als Marktführer für reine Videokonferenzen.
Zoom nutzt nach eigenen Angaben 13 Serverstandorte.

### Corona-Krise
Während der COVID-19-Pandemie stieg die Nutzerzahl von 10 Millionen im Dezember 2019 auf über 200 Millionen monatliche Nutzer im März 2020, dadurch stieg der Börsenwert des Unternehmens auf mehr als 40 Milliarden US-Dollar an. Eingesetzt wurde Zoom nicht nur von Unternehmen, sondern auch von Schulen und Universitäten für den Online-Unterricht sowie im privaten Bereich. Zoom erweiterte daraufhin den Funktionsumfang der Gratis-Version.
Gleichzeitig geriet das Unternehmen aufgrund von Datenschutz- und Sicherheitsmängeln in die Kritik. Viele Unternehmen und Behörden untersagten daraufhin die Nutzung von Zoom für Videokonferenzen ihrer Mitarbeiter beziehungsweise Bediensteten. Zoom besserte daraufhin die Software nach. Die Benutzerfreundlichkeit und Stabilität des Dienstes wurden gelobt.
Im ersten Quartal 2020 (1. Februar bis 30. April) machte Zoom 27 Millionen US-Dollar Gewinn, ein Jahr später waren es 227,4 Millionen US-Dollar (bei einem Umsatz von 956,2 Millionen US-Dollar).

### Übernahmen
Mitte 2021 gab Zoom die Übernahme der kites GmbH bekannt. Das 2015 am Karlsruher Institut für Technologie (KIT) um Alexander Waibel gegründete Unternehmen entstand aus der Übersetzung von Vorlesungen und deren Aufzeichnungen (KIT Lecture Translator) und entwickelt automatisierte Werkzeuge für Simultanübersetzungen.
Im Juli 2021 gab Zoom die Absicht zur Übernahme von Five9, einem Anbieter von Software für virtuelle Callcenter, für 14,7 Milliarden Dollar bekannt. Es wäre die bisher größte Akquisition in der Unternehmensgeschichte. Da Five9 auch in Russland tätig ist und Zoom auch Forschung und Entwicklung in China betreibt, wird das Vorhaben, noch vor der Bearbeitung des Genehmigungsantrags seitens der Federal Communications Commission, auf Veranlassung des US-Justizministeriums vom Committee for the Assessment of Foreign Participation in the United States Telecommunications Service Sector (Ausschuss zur Bewertung einer ausländischen Beteiligung am Telekommunikationsdienstleistungssektor der Vereinigten Staaten) hinsichtlich Risiken für die nationale Sicherheit geprüft.

## Produkte
Zentrales Produkt ist „Zoom Meetings“, ein Dienst, mit dem Nutzer über eine Desktop- oder Smartphone-App, über eine Weboberfläche, per Telefon oder über ein Konferenzraum-System an Online-Videokonferenzen in HD-Qualität teilnehmen können. Über einen Chat können Nutzer Textnachrichten und Dateien austauschen und ein virtuelles Whiteboard nutzen. Zoom-Videokonferenzen können aufgeteilt werden, erlauben Bildschirmfreigaben (auch für mobile Geräte) und können aufgezeichnet und transkribiert werden. Zoom ist interoperabel mit Videokonferenz-Diensten anderer Anbieter.
Eine eingeschränkte Nutzung des Diensts zur Veranstaltung von Videokonferenzen ist für registrierte Nutzer kostenlos, dabei ist insbesondere die Dauer von Videokonferenzen auf 40 Minuten beschränkt.
„Zoom Rooms“ und „Zoom Conference Room Connector“ sind Systeme, die auf Konferenzraum-Technik von Drittanbietern laufen. Nutzer können physische Konferenzräume verwalten. „Zoom Phone“ ist eine virtuelle Telefonanlage für Unternehmen. „Zoom Video Webinars“ erlaubt große Videokonferenzen mit bis zu 100 Sprechern und bis zu 10.000 Zuschauern. "Zoom Events" ermöglicht die einheitliche Organisation von Veranstaltungen (Events) mit mehreren Videokonferenzen. Auf dem „Zoom App Marketplace“ sind über „Zoom for Developers“ erstellte Schnittstellen und Zusatzsoftware verfügbar.

## Kritik
Seit 2019 steht Zoom häufig in der Kritik wegen zum Teil gravierender Sicherheitslücken und vernachlässigtem Datenschutz sowie mangelhafter Behebung von Fehlern. Insbesondere im Zuge der starken Verbreitung des Dienstes während der Corona-Krise wurde eine Reihe von Sicherheitslücken breit diskutiert.
Aufgrund der anhaltenden Kritik an Zoom verboten Anfang April 2020 weltweit Unternehmen und Regierungseinrichtungen zeitweise die Nutzung der Software durch ihre Mitarbeiter.
Auf die Kritik hin bereinigte Zoom Ende April 2020 mit der Version 5.0 mehrere gravierende Sicherheitslücken, führte für kostenpflichtige Verbindungen eine Ende-zu-Ende-Verschlüsselung ein und schloss eine Verwendung der Daten von Nutzern (einschließlich der Benutzer-IDs ihrer Endgeräte) zu wirtschaftlichen Zwecken ausdrücklich aus. Nutzerbedingten Datenschutzproblemen wurde mit der Voreinstellung einer passwortgeschützten Einwahl und der Einrichtung eines Warteraums entgegengewirkt.
Der Landesbeauftragte für den Datenschutz und die Informationsfreiheit Baden-Württemberg, Stefan Brink, der noch im April 2020 vor dem Einsatz von Zoom in Schulen gewarnt hatte, erklärte im Juni 2020, dass aus seiner Sicht kein Anlass mehr bestehe, „seine an alle Schulen in Baden-Württemberg ausgesprochene Warnung länger aufrechtzuerhalten.“
Dagegen erklärte die Berliner Datenschutzbeauftragte Maja Smoltczyk wiederholt und zuletzt im Februar 2021, dass mehrere Videokonferenzsysteme, darunter Zoom, die datenschutzrechtlichen Anforderungen nicht erfüllten. Zoom zeichne sich aus durch „Mängel im Auftragsverarbeitungsvertrag“, „[u]nzulässige Einschränkungen der Weisungsbindung, der Löschpflicht und der Kontrollrechte“ und „[u]nzulässige Datenexporte.“

### Lokaler Webserver des macOS-Clients
2019 wurde bekannt, dass der macOS-Client von Zoom zur Erhöhung der Benutzerfreundlichkeit bei der Installation einen lokalen Webserver mitinstalliert, jedoch ohne dass der Benutzer darüber informiert wurde. Diese Maßnahme wurde als Sicherheitsrisiko kritisiert, da sie es Dritten unter Umständen ermögliche, aus der Ferne auf die Kamera zuzugreifen. Zudem wurde der lokale Webserver bei der Deinstallation des Programms nicht automatisch mit entfernt. Apple entfernte daraufhin den lokalen Webserver von allen Mac-Computern über das Anti-Malware-Programm von macOS. Zoom veröffentlichte ein Update, allerdings stand im April 2020 der Installer erneut in der Kritik, da er sich auf Macs installierte, schon bevor die Nutzer ihre Zustimmung erteilten.
Windows-Clients sowie die Webanwendung waren nicht betroffen.

### Facebook-SDK der iOS-App
Die Zoom-iOS-App wurde kritisiert, weil sie ein verbreitetes Software Development Kit enthielt, das Informationen über das verwendete Smartphone an Facebook übertrug, ohne dass dies in der Datenschutzerklärung erläutert wurde. Auch Daten von nicht bei Facebook angemeldeten Usern wurden ohne deren Wissen an Facebook übertragen. Zoom entfernte das SDK daraufhin über ein Update.
Außerdem wurde der Einsatz von weiteren Analyse-SDKs wie Google Analytics kritisiert, gleichzeitig wurde darauf hingewiesen, dass diese im Internet sehr verbreitet seien.

### Datenschutzerklärung
Weiter wurde im Frühjahr 2020 kritisiert, dass die Datenschutzerklärung undeutliche Angaben über den „Verkauf“ von Nutzerdaten an Dritte enthalte. Zoom aktualisierte die Datenschutzerklärung daraufhin und stellte klar, dass keine Nutzerdaten verkauft würden. Dennoch sah im Februar 2021 die Berliner Datenschutzbeauftragte den Datenschutz nicht hinreichend erfüllt.

### Fehlende Ende-zu-Ende-Verschlüsselung
Außerdem wurde kritisiert, bei der in der Produktbeschreibung und Datenschutzerklärung des Unternehmens aufgeführten Ende-zu-Ende-Verschlüsselung handele es sich nur um eine Transportverschlüsselung, so dass das Unternehmen auf die übertragenen Daten zugreifen könnte.

### Administratorrechte
Anfang 2020 wurde eine Funktion kritisiert, über die sich der Administrator einer Videokonferenz anzeigen lassen kann, ob sich das Zoom-Fenster eines Teilnehmers während einer Bildschirmfreigabe mehr als 30 Sekunden nicht im Vordergrund befindet, um so die Aufmerksamkeit der Teilnehmer zu überwachen. Außerdem können Informationen über das von den Teilnehmern verwendete Gerät, die IP-Adresse und der Standort der Teilnehmer angezeigt werden und Aufzeichnungen von Videokonferenzen gespeichert werden. Teils wurden diese Funktionen auch als zum Beispiel für Fernunterricht oder zur Nutzung in Unternehmen notwendig verteidigt und darauf hingewiesen, dass sie vom Administrator bewusst aktiviert werden müssen – auch wenn die Nutzer dies nicht erfahren. Zoom deaktivierte die Funktion daraufhin im April 2020.

### Zoombombing
Als „Zoombombing“ (analog zum Photobombing) wird das Phänomen bezeichnet, dass sich Nutzer in laufende, nicht vom Administrator mit einer Zugangsbeschränkung versehene Videokonferenzen einschalten und die Teilnehmer mit oft obszönen Videos irritieren. Zoom veränderte daraufhin die von Administratoren häufig übersehenen Standardeinstellungen.
Außerdem wurde im Januar 2020 bekannt, dass es zeitweise möglich war, zufällige Einwahlnummern von laufenden Videokonferenzen zu erraten und so Teilnahmeanfragen an Administratoren zu versenden. Zoom hatte das Problem nach einem Hinweis im August 2020 behoben.

### Weitergabe von Daten an US-Geheimdienste
Zoom erhielt 2023 den Datenschutz-Negativpreis Big Brother Award in der Kategorie Kommunikation, weil das in den USA ansässige Unternehmen dem CLOUD Act, dem PATRIOT Act und dem FISA Act unterliegt und somit „sämtliche Daten von Nicht-US-Bürger.innen an die dortigen Geheimdienste weitergeben muss“, aber dennoch behauptet, DSGVO-konform zu sein. Ferner wurde der Preis „alle[n] Gruppen, insbesondere Menschenrechts- sowie Umwelt- und Klimaorganisationen, die Zoom einsetzen und damit ihre Teilnehmer.innen der Überwachung preisgeben, obwohl es freie und datenschutzfreundliche Alternativen gibt“, verliehen.

## Wahrnehmung
Die gemeinsame Nutzung der Videokonferenz wird als zoomen bezeichnet. Während der Corona-Pandemie entwickelten sich zudem sogenannte Zoompartys aufgrund der Restriktionen des öffentlichen Lebens zu einer behelfsmäßigen Alternative für physische Treffen.
Der Regisseur Malte Wirtz drehte während der Corona-Pandemie den kompletten Kinofilm Digital Life via Zoom.
Der Film startete im Januar 2023 in ausgewählten Kinos.